# Libero Liberati
Libero Liberati (Terni, 20 de septiembre de 1926-Terni, 5 de marzo de 1962) fue un piloto de motociclismo italiano, campeón del mundo de 500 cc en 1957.
Liberati nació en la localidad italiana de Terni, y ganó el campeonato nacional en 1948. Dos años después fue fichado por Moto Guzzi para competir en el campeonato mundial de 500 cc y el año siguiente pasó a Gilera. En 1957 Liberati ganó el campeonato mundial de 500 cc sumando un total de cuatro victorias. También ganó una carrera en 350 cc, pero un conflicto con la fábrica Gilera le impidió seguir compitiendo. Dos años más tarde, Moto Morini le volvió a dar una oportunidad para correr, esta vez en 250 cc.
Falleció a consecuencia de un accidente sufrido mientras entrenaba en la carretera con su moto, al resbalar en una curva mojada y chocar contra una pared.
Da nombre al estadio del Ternana, de la Serie B italiana.

## Resultados en el Campeonato del Mundo de Motociclismo
Sistema de puntuación desde 1950 hasta 1968:
| Posición | 1.º | 2.º | 3.º | 4.º | 5.º | 6.º |
| Puntos   | 8   | 6   | 4   | 3   | 2   | 1   |

(carreras en cursiva indica vuelta rápida)
| Año  | Clase | Equipo      | 1     | 2     | 3     | 4     | 5     | 6      | 7     | 8      | 9     | Pts. | Pos. |
| ---- | ----- | ----------- | ----- | ----- | ----- | ----- | ----- | ------ | ----- | ------ | ----- | ---- | ---- |
| 1950 | 500cc | Moto Guzzi  | IOM - | BEL - | NED - | SUI - | ULS - | NAT 22 |       |        |       | 0    | -    |
| 1951 | 500cc | Gilera      | ESP - | SUI - | IOM - | BEL - | NED - | FRA -  | ULS - | NAT 7  |       | 0    | -    |
| 1952 | 500cc | Gilera      | SUI 7 | IOM - | NED 8 | BEL - | GER - | ULS -  | NAT 8 | ESP 16 |       | 0    | -    |
| 1953 | 500cc | Gilera      | IOM - | NED - | BEL - | GER - | FRA - | ULS -  | SUI - | NAT 3  | ESP - | 4    | 12.º |
| 1955 | 500cc | Gilera      | ESP - | FRA 2 | IOM - | GER - | BEL - | NED -  | ULS - | NAT -  |       | 6    | 7.º  |
| 1956 | 350cc | Gilera      | IOM - | NED - | BEL - | GER - | ULS - | NAT 1  |       |        |       | 8    | 7.º  |
| 1956 | 500cc | Gilera      | IOM - | NED - | BEL - | GER - | ULS - | NAT 2  |       |        |       | 6    | 8.º  |
| 1957 | 350cc | Gilera      | GER 1 | IOM - | NED 3 | BEL 2 | ULS 3 | NAT 3  |       |        |       | 22   | 2.º  |
| 1957 | 500cc | Gilera      | GER 1 | IOM - | NED 2 | BEL 1 | ULS 1 | NAT 1  |       |        |       | 32   | 1.º  |
| 1959 | 250cc | Moto Morini | IOM - | RFA 4 | NED - | BEL - | SWE - | ULS -  | NAT - |        |       | 3    | 12.º |

## Honores
El asteroide (6417) Liberati fue nombrado así en su honor.